# Jorja Fox
Jorja Fox, rozená Jorja-An Fox, (* 7. července 1968, New York, USA) je americká herečka. Je známá díky rolím v seriálech Pohotovost, Západní křídlo a Kriminálka Las Vegas. V roce 2003 se stala v magazínu Stuff 80. nejvíce sexy ženou.

## Život
Vyrůstala na Floridě, kde také po střední škole začala kariéru v modelingu. Pak ale začala studovat drama v New Yorku.
Poté, co se objevila v mnoha malých televizních a filmových rolích, získala roli rozumné lesbické vegetariánky, internistky Dr. Maggie Doyleové v seriálu Pohotovost. Poté hrála v jedné sérii seriálu Západní křídlo. V roce 2000 začala hrát Saru Sidleová v seriálu Kriminálka Las Vegas. Tam skončila po 8. sérii v roce 2007.
Je bojovnicí za lidská práva a vegetariánkou.

## Filmografie
| Rok       | Film/seriál                            | Role                 | Poznámky                   |
| --------- | -------------------------------------- | -------------------- | -------------------------- |
| 1989      | The Kill-Off                           | Myra Pavlov          |                            |
| 1992      | Happy Hell Night                       | dívka z Kappa Sig    | nebyla uvedena v titulcích |
| 1993      | Lifestories: Families In Crisis        | Maggie Glendon       | 1 epizoda                  |
| 1993      | Právo a pořádek                        | Paula Engren         | 1 epizoda                  |
| 1993–1994 | Missing Persons                        | Connie Karadzic      | 17 epizod                  |
| 1994      | Děsná hlína                            |                      |                            |
| 1995      | The Jerky Boys                         |                      |                            |
| 1995      | Courthouse                             | Maureen Dawes        | 1 epizoda                  |
| 1995      | Alchemy                                | Josie                | TV film                    |
| 1996–1999 | Pohotovost                             | Dr. Maggie Doyle     | 33 epizod                  |
| 1997      | Frankensteinův dům                     | Felicity             |                            |
| 1997      | Ellen                                  | atraktivní žena      | 1 epizoda                  |
| 1998      | Velocity Trap                          | Alice Pallas         |                            |
| 1998      | How to Make the Cruelest Month         | Sarah Bryant         |                            |
| 1999      | Partners                               | Alex                 | 1 epizoda                  |
| 1999      | Forever Fabulous                       | Liz Guild            |                            |
| 1999      | The Hungry Bachelors Club              | Delmar Youngblood    |                            |
| 2000      | Memento                                | Leonardova manželka  |                            |
| 2000      | Západní křídlo                         | agentka Gina Toscano | 5 epizod                   |
| 2000–2015 | Kriminálka Las Vegas                   | Sara Sidleová        | 296 epizod                 |
| 2002      | Kriminálka Miami                       | Sara Sidleová        | 1 epizoda                  |
| 2003      | Down with the Joneses                  | Bev Jones            |                            |
| 2005      | Next Exit                              | Terri                |                            |
| 2009      | V těle boubelky                        | Marianne Neely       | 1 epizoda                  |
| 2010      | Accidental Icon: The Real Gidget Story | vypravěčka           |                            |
| 2011      | 3 Weeks to Daytona                     | Cheryl               |                            |
| 2021      | CSI: Vegas                             | Sara Sidleová        | 10 epizod                  |